# Јапанска кацура
Јапанска кацура (јап. カツラ (桂), кин. 连香树 – лиан ксианг шу, Cercidiphyllum japonicum Sieb. et Zucc. еx Miq.) Реч кацура поред тога што означава ову врсту дрвета значи и врсту женске перике, а царска палата у Кјоту изграђена 1620–24. године носи такође овај назив (桂離宮, кацура рикју); постоји и презиме Кацура. Као географски појам Кацура се односи на неколико градова или делова града, једно бивше село, и реку.

## Aреал
Настањује велике површине густих лишћарских и мешовитих лишћарско-четинарских шума у Јапану, на влажном и дубоком земљишту, у зонама са благом климом. У Кини је запажена углавном у отвореним пределима од 1600 до 2800 m надморске висине.

## Опис врсте
Кацура је високо листопадно дрво. У природном ареалу достиже висину до 30 m, прсни пречник до 2 m, а ширину круне 10 до 15 m. На стаништима са касним пролећним мразевима и хладним ветровима висина је обично редукована. Круна је пирамидалног облика, јављају се и форме које се одликују широким гранањем круне, а честа је и појава гранања у основи стабла. Врста има средњи до брзи темпо раста. Гранчице су витке, танке, голе и сјајне, црвено-браонкасте или црвене боје са већим бројем светлијих лентицела. У делу око сваког нодуса, гранчица је приметно шира. Пупољци који се налазе на њима су кратки, танки, црвенкасти са љубичастим љуспама, троугласти и благо закривљени ка унутрашњости. У почетним фазама развоја кора је сивкастобраон боје, глатка, са старошћу добија тамнију боју, и уздужно пуца на тање бразде.
Листови су наспрамног распореда, прости, широко-овални, бубрежасти и по ободу обло назубљени, голи са лица и тамносивозелени, а са наличја сиви или беличасти. Листови краткораста су већи, 3,7–9 cm дуги и 5–8,3 cm широки, а они на дугорастима 3,2–4,5 cm дуги и 1,9–3,2 cm широки. На почетку вегетационог периода листови су црвенкасто-пурпурни, касније у току лета прелазе у плавичасто-зелену боју, да би у јесен попримили жуто-наранџасте или пурпурне нијансе. Интензитет и обојеност листова у јесен умногоме зависи од карактера земљишта (на влажнијем и киселијем земљишту боје су интензивније). У току јесени се јавља карактеристичан и препознатљив мирис опалог лишћа који подсећа на карамел.
Кацура цвета пре листања, у току марта и априла, а цветови се развијају из пазуха листова. Они су неупадљиви, кармин црвене боје, без цветног омотача али са неколико приперака. Мушки цветови су са бројним црвеним прашницима, а женски са по 4-6 црвених приперака. Врста је дводома и странооплодна.
Плодови су 15–20 mm дуги мешкови мрке боје, који су у скупини 2-4. На врху су незнатно савијени. У току јесени, по сазревању, из мешкова се ослобађа велики број ситног окриљеног семена.

## Унутарврсни таксони
- ’Aureum’ – при олиставању, прво се појављују листови пурпурно-зелене боје, који касније попримају жућкасту боју;
- ‘Heronswood Globe’ – патуљаста форма збијеног лоптастог хабитуса, висине до 5 m, налази примену у мањим вртовима;
- ‘Pendula’ – жалосни клон са грациозно повијеним гранама надоле; клон достиже висину од 5-7,5 m;
- ‘Tidal Wave’ и ‘Amazing Grace’ су још два жалосна култивара са јаче израженим повијеним хабитусом;
- ‘Ruby’ – клон који достиже висину 6 до 9 m, са листовима који су плавичасто-пурпурне боје.

## Биоеколошке карактеристике
Кацура тражи осунчана или благо засењена места, богата, влажна и добро дренирана земљишта, и слабо подноси пресађивања. Није толерантна према суши при чему може доћи до потпуне дефолијације, али уколико јој се обезбеди довољна количина воде долази до поновног олиставања. Није захтевна по питању pH вредности земљишта; осетљива је на мразеве током вегетације иако подноси и -20 °C у дормантном стању. Посебна осетљивост на нападе инсеката и патогена није забележена.

## Размножавање
Кацура се у пракси најчешће размножава генеративно. Семе је позитивно фотобластично па му је потребна светлост за клијање када клија преко 70%. Од аутовегетативних метода примењује се кинеско полегање и зелене резнице. Ожиљавање резница врши се у мају у мешавини тресета и песка (2:1) уз третман 0.8% ИБК. Успех ожиљавања после четири недеље је 56%.

## Примена
Врста је погодна за дрвореде, паркове, велике травњаке и голф терене, а патуљасте форме се могу користити и за друге намене. Као парковска врста се користи и за појединачну садњу али и за садњу у групама. У Београду је врло ретка.
Дрво је врло цењено, лако је и меко, па се у Јапану и Кини од дрвета кацуре израђују намештај, столарија, паравани за ентеријер, кануи, табле за го. Дрво се добро резбари, па се користи и за унутрашњу декорацију.